# جلهمة بن أدد (طيء)
جلهمة بن أدد هو جد وزعيم جاهلي قديم وهو جد قبائل بني طيء الكهلانية السبئية القحطانية وينسب اليه خلق كثير من الصحابة والتابعين والامراء والعلماء والفقهاء والمحدثين انتقل من اليمن الى نجد كما قال دغفل الشيباني «سار جابر وحرملة أبناء أدد بن الهميسع بن عمرو بن الأزد ومعهما أبن اخيهما طيء وكان اسمه جلهمة فأقاموا بين تهامة واليمن ووقع طيء وعميه ملاحاة ففارقهم وسار نحو الحجاز ثم سار إلى جبل طيء» وكان جلهمة بن أدد زعيم مدينة حائل في زمنه وعاش جلهمة بن أدد في الفترة التي بين سليمان وعيسى

## نسبه وأبنائه
اختلف المؤرخون في نسبه ونسبه كالاتي:

### نسبه إلى الجذم الخاص بالقبائل القحطانية
• جلهمة بن أدد بن زيد بن يشجب بن عريب بن زيد بن كهلان بن سبأ بن يشجب بن يعرب بن قحطان بن شالح بن عابر بن ارفخشذ بن سام بن نوح (ع)
• جلهمة بن أدد بن زيد بن يشجب بن عريب بن زيد بن كهلان بن سبأ بن يشجب بن يعرب بن قحطان بن الهميسع بن تيمن بن نابت بن إسماعيل بن إبراهيم (ع) وهو الأصح نسباً كما ورد في القرآن الكريم سورة التوبة أية ١٠٠ ذكرت الأية الكريمة نسب القبائل القحطانية عن طريق المهاجرين والأنصار والأنصار هم قبائل الأوس والخزرج وقال الله تعالى في نفس الأية الكريمة أتبعواْ ملة أبيكم إبراهيم وهذا يدل على إسماعيلية قحطان.

### نسبه عند النسابين والمؤرخين
•جلهمة بن أدد بن زيد بن يشجب بن عريب بن مالك بن زيد بن كهلان وهو قول النسابة أبو حاتم السجستاني.
•جلهمة بن أدد بن زيد بن يشجب بن عريب بن زيد بن كهلان وهو قول النسابة ابو مهمد الهمداني وأبن خلدون وهو الأصح بين كل الانساب حسب ما ورد إلينا من الكتب.
•جلهمة بن أدد بن زيد بن كهلان وهو قول ابن قتيبة وابو الفرج الأصفهاني وابو المنذر الصحاري.
•طيء بن أدد بن مذحج بن زيد بن يشجب الأصغر بن عريب بن مالك بن كهلان وهو قول شذ به عبد الملك بن هشام.

### أبنائه
• الغوث بن جلهمة
• فطرة بن جلهمة
• الحارث بن جلهمة